# Cinclosome cannelle
Cinclosoma cinnamomeum
Espèce
Statut de conservation UICN

 LC  : Préoccupation mineure
Le Cinclosome cannelle (Cinclosoma cinnamomeum) est une espèce d'oiseau de l'ordre des Passeriformes.
Il fréquente les régions désertiques du centre de l'Australie.